# Stazione di Romagnano-Vietri-Salvitelle
La stazione di Romagnano-Vietri-Salvitelle è una stazione ferroviaria ubicata sulla ferrovia Battipaglia-Potenza-Metaponto, a servizio dei comuni di Romagnano al Monte, Vietri di Potenza e Salvitelle.

## Storia
La stazione di Romagnano-Vietri-Salvitelle entrò in funzione il 30 settembre 1875 contestualmente all'attivazione del tratto Contursi-Romagnano della linea ferroviaria per Potenza. In passato aveva un buon traffico viaggiatori, diminuito a causa della diffusione del trasporto su gomma e alla distanza dai centri abitati serviti.

## Strutture e impianti
La stazione è dotata di un fabbricato viaggiatori, un tempo sede dei servizi di stazione ma chiuso dopo l'automatizzazione degli impianti conseguente alla ristrutturazione ed elettrificazione della Basentana. Oggi non fornisce alcun servizio attivo per i passeggeri.
Il piazzale è composto da due binari per servizio viaggiatori muniti di banchina con una passerella e privi di sottopassaggi, oltre a 2 tronchini.

## Movimento
Nella stazione fermano solo alcuni treni regionali.